# Péter Magyar
Péter Magyar (Budapeste, 16 de março de 1981) é um advogado e político húngaro membro do Parlamento Europeu. Ele é o presidente titular do Partido Respeito e Liberdade (Tisza), o atual maior partido de oposição ao governo do primeiro-ministro Viktor Orbán na Hungria. Como tal, Magyar é cogitado como o principal oponente de Orbán nas eleições parlamentares de 2026.
Um ex-membro do governista Fidesz e ex-marido da ex-Ministra da Justiça Judit Varga, Magyar ganhou notoriedade ao resignar publicamente de todos os cargos relacionados ao governo, tendo expressado profunda insatisfação com a forma que o Fidesz estava comandando o país.
Em março de 2024, expressou a vontade de formar uma nova plataforma política para os cidadãos descontentes tanto com o governo quanto com a oposição convencional. Sendo assim, ele ingressou e passou a liderar o até então pouco conhecido Tisza e concorreu nas eleições europeias de 2024. Sob Magyar, o partido alcançou o segundo lugar nas eleições, ficando atrás apenas do Fidesz, e obtendo quase 30% dos votos; o maior número e porcentagem de votos de qualquer partido além do Fidesz desde as eleições de 2006.
Atualmente, Magyar está se preparando para as eleições de 2026, onde disputará com Orbán o cargo de primeiro-ministro.

## Vida pessoal
Magyar nasceu em Budapeste. Conservador, ele foi membro do direitista Fidesz, que governa a Hungria desde 2010.
Ele conheceu Judit Varga em abril de 2005 em uma festa. Ele a pediu em casamento em agosto de 2006. Eles têm três filhos. A família viveu em Bruxelas durante vários anos antes de retornar para Budapeste, quando Varga foi escolhida para um cargo no Ministério da Justiça. O casal anunciou o divórcio em março de 2023.
A sua família é proeminente na política húngara. Seu avô, Pál Erőss, era um juiz que apresentava um popular programa de televisão sobre questões jurídicas. Seu tio-avô, Ferenc Mádl, serviu como presidente da Hungria de 2000 a 2005, e sua mãe trabalhou no poder judiciário.

## Controvérsias
Em 26 de março de 2024, Magyar divulgou uma gravação de áudio em seu Facebook contendo uma discussão entre ele e a ex-mulher Judit Varga sobre o caso de corrupção Schadl-Völner. Os comentários de Varga implicam que o Ministro do Gabinete do Primeiro-ministro, Antal Rogán, adulterou as provas ao remover o seu nome e/ou de seus associados dos documentos relativos ao caso envolvendo subornos pagos pelo Presidente do Tribunal de Justiça György Schadl ao ex-Secretário de Estado Pál Völner.
No mesmo dia em que Magyar vazou a gravação, Varga alegou em seu Facebook que Magyar havia a agredido verbal e fisicamente ao longo do casamento. Ela também alegou que as declarações que fez na gravação vazada foram feitas durante uma interação com Magyar na qual ela se sentiu coagida. Mais tarde naquela noite, o canal do YouTube Frizbi TV divulgou uma entrevista com Varga na qual ela detalhou as agressões. Magyar classificou as acusações como calúnias e alegou que sua ex-mulher estava sendo chantageada pelo governo. Segundo ele, a mídia governamental só queria desviar a atenção da gravação, cometendo um assassinato de caráter contra ele.
De acordo com boletim de ocorrência divulgado, Magyar se comportou de forma agressiva e ameaçadora para com sua esposa e seu entorno depois dela tentar deixá-lo, lavando consigo seus filhos, motivada por Magyar estar tentando criar um escândalo que derrubaria o governo. Eles então tiveram uma discussão acalorada em sua casa e dirigiram de forma irregular até uma segunda casa onde as crianças estavam presentes. Ele tentou registrar os acontecimentos com seu telefone, mas foi impedido pela polícia. No final, Magyar foi para casa e Varga levou os filhos para os avós. Magyar caracterizou o relatório policial como falsificado.